# Fritz Schulz (Schauspieler)
Fritz Schulz (* 25. April 1896 in Karlsbad, Österreich-Ungarn; † 9. Mai 1972 in Zürich) war ein deutscher Film- und Bühnenschauspieler, Regisseur und Sänger.

## Leben
Als Kind erlernte Schulz das Violinenspiel und gab bereits im Alter von sieben Jahren sein erstes öffentliches Konzert in Berlin. Nach einer bürgerlichen Ausbildung begann er in den 1910er Jahren seine Karriere beim Film (wahrscheinlich um 1914) und arbeitete parallel dazu als Bühnenschauspieler. In der Stummfilmzeit war er hauptsächlich Nebendarsteller. Eine seiner bemerkenswerten Rollen war hier die des jungen Geigenschülers Kurt Sievers in Richard Oswalds „sozialhygienischem Filmwerk“ Anders als die Anderen von 1919, in welchem er an der Seite von Conrad Veidt spielte.
Erst mit dem Tonfilm konnte er sein komisch/musikalisches Talent voll entfalten. In den Jahren von 1930 bis 1933 war er einer der meistbeschäftigten deutschen Filmdarsteller und machte in Berlin Aufnahmen für acht Schallplatten (Schellackplatten). Allein im Jahre 1931 war er in 14 Produktionen zu sehen, ausschließlich in tragenden Rollen. Während er in der Stummfilmzeit noch vielseitige Rollenangebote hatte und sowohl als Komiker, wie auch als Charakterdarsteller besetzt wurde, wirkte er in der frühen Tonfilmzeit ausschließlich in Lustspielen mit, die ihn meist als charmanten, nicht immer treuen Lebemann zeigten. Er spielte Rechtsanwälte („Die schwebende Jungfrau“, „Der verjüngte Adolar“), Librettisten („Nur Du“), Geschäftsleute („Sehnsucht 202“), Soldaten („Dienst ist Dienst“, „Drei Tage Mittelarrest“, „Ja, treu ist die Soldatenliebe“) und sogar einen Heiratsschwindler („Das Lied einer Nacht“). Seine Tonfilmschlager erschienen auf Schallplatten der Deutschen Grammophon. Verheiratet war Schulz bis 1936 mit der Schauspielerin Gräfin Agnes Esterhazy. 1933 wirkte er in zwei englischen Filmen mit. Nach seiner Rückkehr nach Deutschland wurde er aus der Reichsfilmkammer ausgeschlossen, da er jüdischer Abstammung war.
Er ging nach Wien, wo er Mitbegründer der ersten unabhängigen Filmgesellschaft wurde. Er drehte weiterhin Filme, arbeitete am Theater und nahm 1937 erneut drei Schallplatten auf. Vom Anschluss Österreichs wurde er überrascht und wurde mit anderen jüdischen Künstlern aus seiner Berliner Zeit, wie beispielsweise Paul Morgan inhaftiert. Die Zeitschrift Das Schwarze Korps berichtete in ihrer Ausgabe vom 12. Mai 1938 in dem Artikel „Alte Bekannte“ über die Festnahme von Schulz und Paul Morgan. Beide Schauspieler wurden in diesem Artikel mit Foto aus der Haft gezeigt, unrasiert, ohne Krawatte, mit aufgeknöpftem Kragen. Anschließend kamen Schulz und Morgan vermutlich in das KZ Buchenwald. Dank der Bemühungen seiner inzwischen ehemaligen Frau wurde Schulz aber entlassen und flüchtete in die Schweiz, wo er seine Karriere nur mit Mühe fortsetzen konnte. Morgan hingegen starb im selben Jahr aufgrund der Haftbedingungen.
In der Schweiz war Fritz Schulz 1940 wieder in einem Film zu sehen: „Dilemma“, an der Seite von unter anderem Leopold Biberti, dem Bruder des Comedian Harmonists Mitbegründers Robert Biberti. In Zürich gehörte er zum Ensemble des Stadttheaters (nun Opernhaus).
Nach dem Krieg stand Schulz ab 1953 wieder vor der Kamera. Sichtlich gealtert, wurde er auch jetzt zunächst für heitere Rollen besetzt. Als Charakterdarsteller war er erst wieder in seinem letzten Kinofilm „An heiligen Wassern“ in der Rolle des Dorfpfarrers zu sehen. Insgesamt machte Fritz Schulz nach dem Krieg vergleichsweise nur noch wenige Filme, beteiligte sich aber als Autor an Bühnenstücken. Nach 1960 war er nur noch in Fernsehproduktionen zu sehen. Er kam zu Theater- bzw. Filmengagements nach Deutschland und Österreich, sein ständiger Wohnsitz wurde Porto Ronco (Ronco sopra Ascona). Insgesamt muss Fritz Schulz in über 150 Filmen mitgewirkt haben, davon gelten die meisten allerdings als verschollen. Im Alter von 76 Jahren starb er 1972 in Zürich.

## Filmografie
- 1916: Stolz weht die Flagge schwarz-weiß-rot
- 1917: Ossi’s Tagebuch
- 1917: Die leere Wasserflasche
- 1917: Die Fußspur
- 1917: Wenn vier dasselbe tun
- 1917: Hoch klingt das Lied vom U-Boot-Mann
- 1917: Der Onyxknopf
- 1917: Das Mädel von nebenan
- 1919: Anders als die Andern
- 1919: Tötet nicht mehr!
- 1920: Whitechapel. Eine Kette von Perlen und Abenteuern
- 1920: Der gelbe Diplomat
- 1920: Anna Karenina
- 1920: Die Marchesa d’Armiani
- 1921: Fasching
- 1921: Der Stier von Olivera
- 1921: Hazard
- 1921: Der Silberkönig (4 Teile)
- 1921: Das Geheimnis der Santa Maria
- 1922: Sie und die Drei
- 1922: Die fünf Frankfurter
- 1922: Jugend
- 1922: Lola Montez, die Tänzerin des Königs
- 1923: Die Madonna am Portal
- 1923: Der rote Reiter
- 1923: Das kalte Herz
- 1924: Die Frau in Versuchung
- 1925: Die Frau mit dem Etwas
- 1927: Gesetze der Liebe
- 1928: G’schichten aus dem Wienerwald
- 1928: In Werder blühen die Bäume...
- 1928: Kaczmarek
- 1929: Drei machen ihr Glück
- 1929: Möblierte Zimmer
- 1929: Fräulein Fähnrich
- 1929: Der Zigeunerprimas
- 1929: Alimente
- 1930: Wenn Du noch eine Heimat hast
- 1930: Ruhiges Heim mit Küchenbenutzung
- 1930: Mein Herz gehört Dir…
- 1930: Heute nacht – eventuell
- 1930: Die Lindenwirtin
- 1930: Komm’ zu mir zum Rendezvous
- 1930: Nur Du
- 1930: Ein Walzer im Schlafcoupé
- 1930: Pension Schöller
- 1930: Drei Tage Mittelarrest
- 1931: Der Bettelstudent
- 1931: Hurra – ein Junge!
- 1931: Kasernenzauber
- 1931: Kopfüber ins Glück
- 1931: Der Liebesarzt
- 1931: Dienst ist Dienst
- 1931: Einer Frau muß man alles verzeih’n
- 1931: Die schwebende Jungfrau
- 1931: Der ungetreue Eckehart
- 1931: Der Storch streikt. Siegfried der Matrose
- 1931: Meine Cousine aus Warschau
- 1931: Die Schlacht von Bademünde
- 1931: Die spanische Fliege
- 1931: Der verjüngte Adolar
- 1932: Das Lied einer Nacht
- 1932: Ja, treu ist die Soldatenliebe
- 1932: Sehnsucht 202
- 1932: Das Mädel vom Montparnasse
- 1933: Sag mir, wer Du bist
- 1933: Das Tankmädel
- 1934: Ende schlecht, alles gut (Regie)
- 1934: Salto in die Seligkeit (auch Regie)
- 1935: Letzte Liebe (Regie)
- 1936: Rendezvous in Paradies (Regie)
- 1940: Ist Dr. Ferrat schuldig? (Dilemma)
- 1950: Gruß und Kuß aus der Wachau
- 1953: Ich und meine Frau
- 1953: Ein tolles Früchtchen
- 1954: Dieses Lied bleibt bei dir
- 1954: Wenn du noch eine Mutter hast (Das Licht der Liebe)
- 1955: Die Wirtin zur Goldenen Krone
- 1956: Die ganze Welt singt nur Amore
- 1958: Das kommt nicht wieder
- 1959: Die unvollkommene Ehe
- 1960: An heiligen Wassern
- 1960: Der Hauptmann von Köpenick (1960)
- 1964: Sergeant Dower muß sterben
- 1965: Don Juan oder Die Liebe zur Geometrie
- 1968: Zimmer 13 (Fernsehserie, 13 Folgen)

## Libretto
- Tic-Tac. Operette (zusammen mit Fridolin Tschudi). Musik: Paul Burkhard. UA 1944 Zürich

## Tondokumente (Auswahl)
- Sehnsucht. Wiener Lied a.d. Tonfilm „Sehnsucht 202“ (Fall - Fárkás) Fritz Schulz, mit Paul Godwin und seinem Orchester. Polydor braun 971 A (mx. 4885 BD VI) (Hörbeispiel auf YouTube)
- Parfumlied (Mein Schatz ich bin in dein Parfum verliebt) / Foxtrot a.d.Tonfilm „Sehnsucht 202“ (Fall - Fárkás)  Fritz Schulz, mit Paul Godwin und seinem Orchester. Polydor 24 662-B (mx. 4886 1/2 BD VI), aufgen. 1932 (Hörbeispiel auf YouTube)
- So ein Dalles geht über alles / Foxtrot (Wachsmann & Gilbert)  Fritz Schulz mit Ilja-Livschakoff-Tanzorchester. Polydor 24 469 (mx. 4347 1/2 BR III), aufgen. 1932 (Hörbeispiel auf YouTube)
- Die Mädels vom Montparnasse / Valse boston a.d.gleichn. Tonfilm (Wachsmann & Gilbert) Fritz Schulz mit Ilja-Livschakoff-Tanzorchester. Polydor 24 469 (mx. 4346 1/2 BR III), aufgen. 1932 (Hörbeispiel auf YouTube)
- Ich bin verliebt in jede Frau / Foxtrot a.d. Tonfilm “Das Tankmädel” (Meisel, Schwenn & Schaeffers) Fritz Schulz und das Gerhard-Hoffmann-Tanzorchester. Polydor 25 284-A (mx. 2146 1/2 BN VII) (Hörbeispiel auf YouTube)
- a)Warum kommt denn keiner zu mir?  b)Gelernt ist gelernt, a.d.Tonfilm “Das Tankmädel” (Meisel, Schwenn & Schaeffers) Fritz Schulz und das Gerhard Hoffmann-Tanzorchester. Polydor 25 284-B (mx. 2148 1/2 BN VII), aufgen. 1933
- Das Automatenbuffet. Walzerlied a.d.Operette “Sie, Johann...” (Kramer & Weiß - Lengsfelder & Tisch) Fritz Schulz mit Orchesterbegleitung.  Parlophon B.47 438-I (Ve 2227) (Hörbeispiel auf YouTube)
- Ein Kuß mit den Lippen... Lied a.d.Operette “Sie, Johann...” (Kramer & Weiß - Lengsfelder & Tisch) Fritz Schulz mit Orchesterbegleitung.  Parlophon  B.47 438-II (Ve 2228), aufgen. 1937 (Hörbeispiel auf YouTube)